# Медаль «У пам'ять війни 1853—1856»
Медаль «У пам'ять війни 1853–1856» — державна нагорода в Російській імперії. Медаль було засновано в ознаменування завершення Кримської війни.

## Дещо про медаль
Медаллю «У пам'ять війни 1853–1856» нагороджувались як особи, які брали участь у бойових діях Кримської війни, так і особи, які знаходились під час війни в тилу. Медаль карбувалася у двох варіантах — зі світлої й темної бронзи. Крім того, передбачалося декілька варіантів носіння медалі на різних стрічках.
Медалі діаметром 28 мм карбували зі світлої або темної бронзи. На чільному боці зображені вензелі імператорів Миколи I та Олександра II, увінчані великими імператорськими коронами та сяючим Всевидячим Оком. Знизу, вздовж краю медалі, вказані роки Кримської війни: «1853-1854-1855-1856.». На зворотньому боці надпис-цитата з Псалтиря:
НА ТЯ
ГОСПОДИ
УПОВАХОМЪ, ДА
НЕ ПОСТЫДИМСЯ
ВО ВѢКИ.
Всього викарбувано близько 1 700 000 медалей світлої та темної бронзи, включаючи 430 000 з Єкатеринбурзького монетного двору. Більшість тиражу було виготовлено на Санкт-Петербурзькому монетному дворі. Замовлення було досить великим, тому медалі виготовлялися й в приватних майстернях.

## Про нагородження
Медалями світлої бронзи нагороджували, головним чином, військових або безпосередніх учасників бойових дій.
- Медалями на Георгіївській стрічці нагороджували[1][6][7][8][9][10]:
  - всі чини окремого Кавказького корпусу, які брали участь у бойових діях;
  - всі чини морського відомства, які брали участь у війні[11][12];
  - всі учасники захисту Петропавловська-Камчатського;
  - медики та чиновники, які знаходилися в цих військах;
  - священики, які перебували в часи війни на полі битви.

- Медалями на Андріївській стрічці нагороджували[1][6][7][8][9]:
  - всі чини армії й флоту, а також ополченці, козаки з Малоросії, міліція[13], які брали участь у бойових діях, та не могли бути нагородженими медаллю на Георгіївській стрічці;
  - медики й чиновники, що перебували в цих військах, у тому числі[14] чиновники, наглядачі й листоноші, що працювали в польовій пошті;
  - священики, що перебували в військах, приведених в стан бойової готовністі, або несли службу в місцевостях, що знаходилися на воєнному стані;
  - всі жінки, що працювали в військових шпиталях;
  - всі нагороджені медаллю «За захист Севастополя», включаючи жінок[15][16];
  - особи всіх станів, яких було поранено під час бойових дій[17][16];
  - нагороджені медаллю «За храбрость» або «Знаком отличия Военного ордена»[17][16].

- Медалями на Володимирській стрічці нагороджували[1][6][7][8][9]:
  - військові чини всіх відомств, також ополченці, які не могли бути нагородженими медаллю на Георгіївській або Андріївській стрічці;
  - чини 4-го козачого кінного полку з Малоросії, який не брав участі в бойових діях.

Медалями темної бронзи нагороджувалися тільки цивільні особи, в тому числі почесні громадяни, що надавали якісь послуги в часи війни, включаючи благодійність, допомогу пораненим і т. ін., поштові чиновники й станційні наглядачі, які знаходилися в губерніях, що були переведені на воєнний стан.
- Медалями на Володимирській стрічці нагороджувалися:
  - цивільні чини всіх відомств, яких не могло бути нагороджено медаллю на Георгіївській або Андріївській стрічці;
  - батьки дворянських родин та найстаріші в дворянських родинах.

- Медалями на Аннинській стрічці нагороджувалися купці[20], що надавали якісь послуги в часи війни, за благодійність на витрати пов'язані з війною або на допомогу пораненим та родинам загиблих.

## Як носили медалі
Медаль могла кріпитися до орденської колодки або стрічки. Носили медаль на грудях або в петлиці. Медаль світлої бронзи належало носити на одній з трьох стрічок: Георгіївській, Андріївській або Володимирській. Медаль темної бронзи носили на одній з двох стрічок: Володимирській або Аннінській. Різні стрічки були записані в законах різним нагородженим. Після смерті нагороджених медаль залишалася нащадкам.
Відомі також різні фрачні варіанти медалі.

## Відомі нагороджені
- Люценко Олександр Юхимович — український археолог, музеєзнавець.

## Зображення медалей

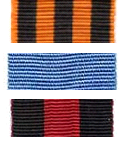
Георгіївська, Андріївська та Володимирська стрічки, для медалі світлої бронзи
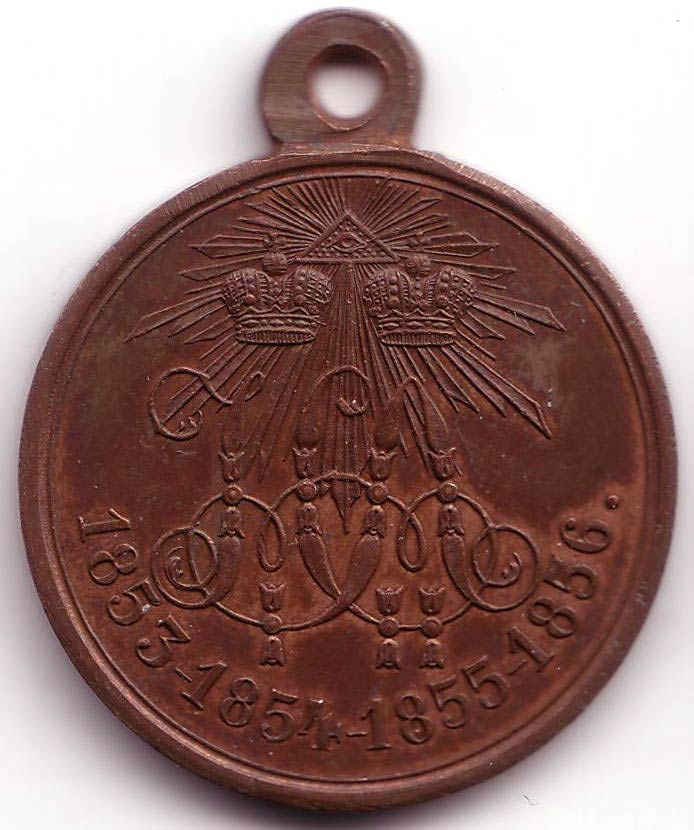
Темна бронза, аверс
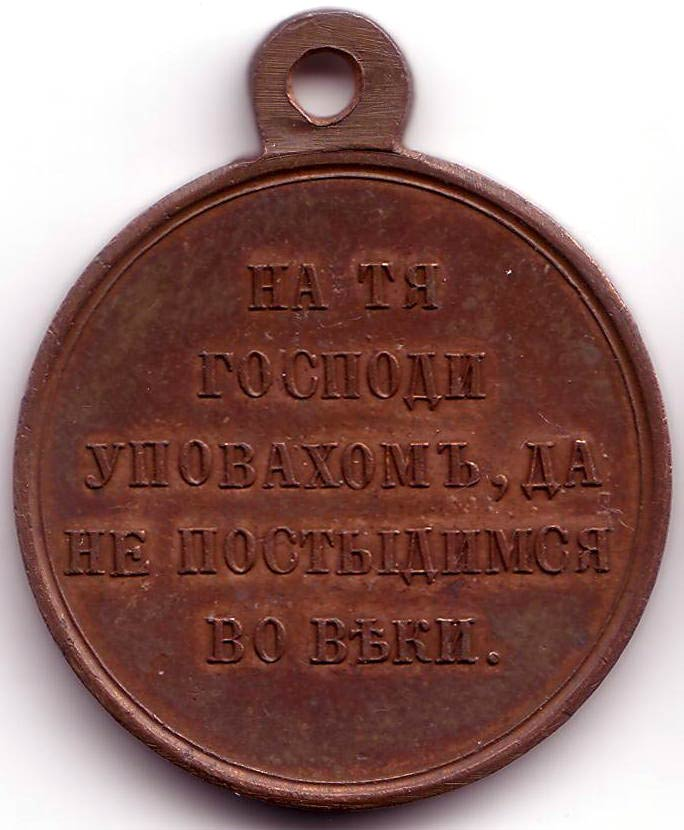
Темна бронза, реверс
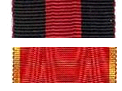
Володимирська та Аннинська стрічки, для медалі темної бронзи